# 龍ケ崎市

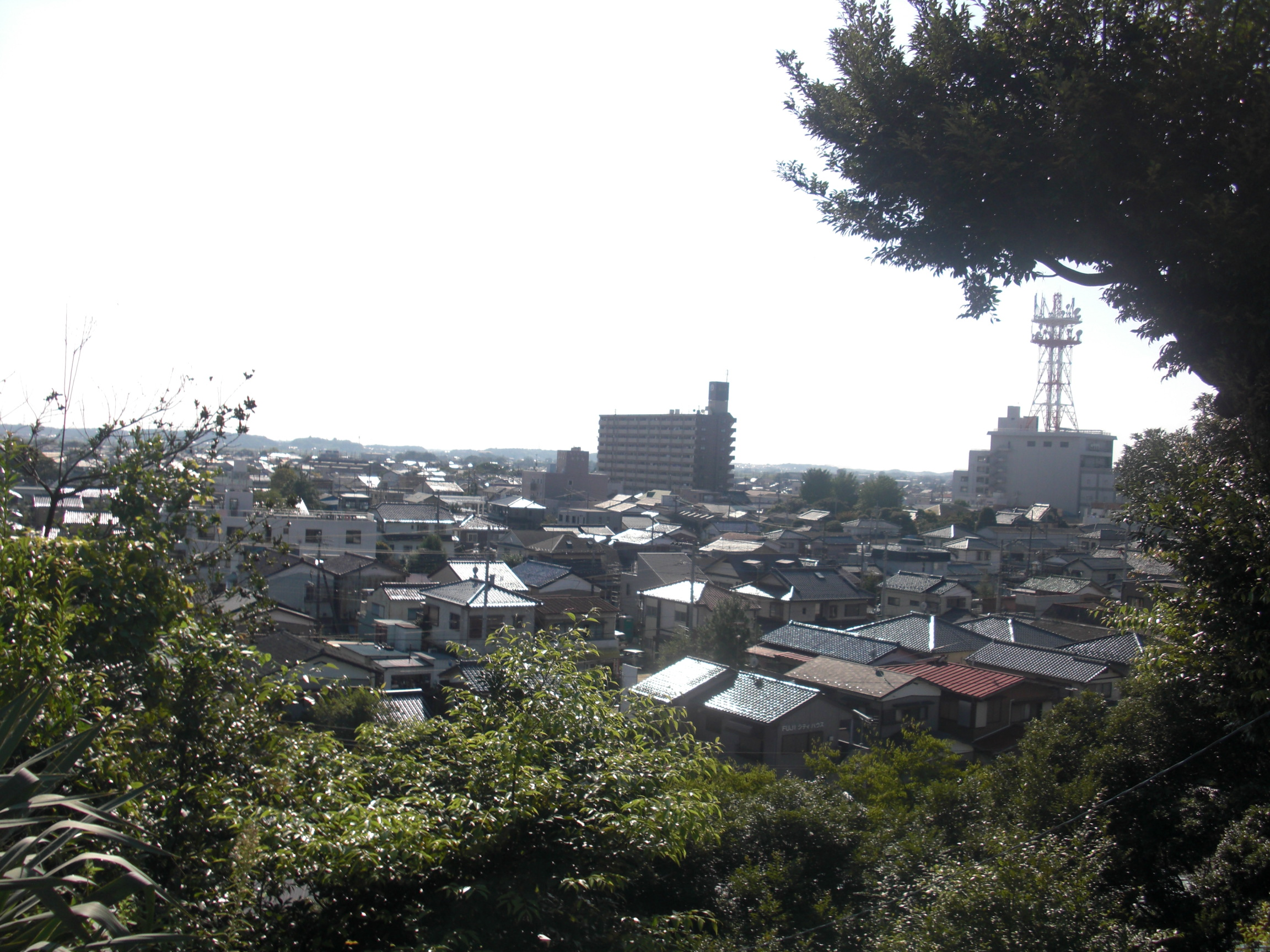
龍ケ崎市街

龍ケ崎市（りゅうがさきし）は、茨城県南部、県南地域に位置する市。1954年（昭和29年）市制施行。首都圏整備法に基づく近郊整備地帯に指定された自治体である。
市の名前については様々な表記をされるが、正式には「龍ケ崎市」で、「龍」・「ケ」を使用する。一方で本市を含む都市計画区域の名称は「竜ヶ崎・牛久都市計画区域」である。また、関東鉄道の駅は「竜ヶ崎駅」、県立高等学校は「竜ヶ崎」の文字を使用するなど、施設によって表記が異なる（詳細は後述）。
郵便番号の上3桁は301。

## 地名

### 由来について
平安時代末期、この地の地頭に任ぜられた下河辺政義が、鎌倉時代に源義経の姻戚であったことから、領地を没収された後、氏を龍崎と称したことが由来とされる。その他に「龍ヶ崎市史」によると竜巻が多い土地だったから、千葉県に伝わる言い伝えから龍が降って来た土地の先にあった土地だったから、『新編常陸国誌』によると町が龍の形をしていたから等の諸説がある。
その一つに、沼の主である龍が女に化けて現れ、雨を降らせ大雨が降り人々は助かったが、七日後、巨大な龍の体が三つに裂け、天から降ってきた。頭部・胴体・尾それぞれが落ちた場所にその後、「龍角寺」(千葉県印旛郡栄町)、「竜腹寺」(千葉県印西市)、「龍尾寺」(千葉県匝瑳市)が建てられたとされる。龍の体が落ちた場所のすぐ先にある場所が市の名となった。

### 表記について
本自治体の正式表記は「龍ケ崎市」（旧漢字の「龍」、大きいカタカナの「ケ」）である。これは1954年に自治体ができたときに官報に載った表記であり、1996年から市の公文書は「龍」で統一されている。一方茨城県は、公文書には常用漢字を使うという文書管理規定があるため、県の施設名を「竜」で統一している。関東鉄道は、開業免許状などの古い文献で「龍」、1965年に合併したあたりから「竜」である。また、筑波銀行は「龍ケ崎」、常陽銀行は「竜崎」である。
さらに、施設名や企業名などでは小さい「ヶ」を使った表記も見られる。
- 「竜ヶ崎」表記
  - 竜ヶ崎・牛久都市計画区域[2]
  - 関東鉄道竜ヶ崎線
    - 竜ヶ崎駅

  - 県立高等学校各校 - 竜ヶ崎第一高等学校、竜ヶ崎第二高等学校、竜ヶ崎南高等学校
- 「竜ケ崎」表記
  - 竜ケ崎税務署、竜ケ崎農業協同組合、竜ケ崎保健所
- 「龍ヶ崎」表記
  - 龍ヶ崎公共職業安定所
- 「龍ケ崎」表記
  - JR龍ケ崎市駅

## 地理
東京都心から約45kmの位置にある。市域は市北部の筑波稲敷台地、市南部の猿島北相馬台地、これらの台地に挟まれた鬼怒川や小貝川によって形成された沖積平地の低地で構成される。
市の北西部には牛久沼がある。牛久沼は名称が同じ隣接の牛久市ではなく、全体が龍ケ崎市の市域である。
馴馬町には牛久市女化町に囲まれる小さな飛地があり、女化神社がある。

### 気候
冬の冷え込みは厳しく、1984年（昭和59年）1月20日には-15.5°Cを記録している。これは、近年の関東平野部の最低気温では最も低い部類に入る。
| 龍ケ崎（1991年 - 2020年）の気候    | 龍ケ崎（1991年 - 2020年）の気候 | 龍ケ崎（1991年 - 2020年）の気候 | 龍ケ崎（1991年 - 2020年）の気候 | 龍ケ崎（1991年 - 2020年）の気候 | 龍ケ崎（1991年 - 2020年）の気候 | 龍ケ崎（1991年 - 2020年）の気候 | 龍ケ崎（1991年 - 2020年）の気候 | 龍ケ崎（1991年 - 2020年）の気候 | 龍ケ崎（1991年 - 2020年）の気候 | 龍ケ崎（1991年 - 2020年）の気候 | 龍ケ崎（1991年 - 2020年）の気候 | 龍ケ崎（1991年 - 2020年）の気候 | 龍ケ崎（1991年 - 2020年）の気候 |
| 月                                 | 1月                             | 2月                             | 3月                             | 4月                             | 5月                             | 6月                             | 7月                             | 8月                             | 9月                             | 10月                            | 11月                            | 12月                            | 年                              |
| ---------------------------------- | ------------------------------- | ------------------------------- | ------------------------------- | ------------------------------- | ------------------------------- | ------------------------------- | ------------------------------- | ------------------------------- | ------------------------------- | ------------------------------- | ------------------------------- | ------------------------------- | ------------------------------- |
| 最高気温記録 °C （°F）             | 19.2 (66.6)                     | 24.4 (75.9)                     | 26.1 (79)                       | 28.9 (84)                       | 34.0 (93.2)                     | 35.9 (96.6)                     | 36.8 (98.2)                     | 38.5 (101.3)                    | 35.9 (96.6)                     | 32.5 (90.5)                     | 27.7 (81.9)                     | 24.1 (75.4)                     | 38.5 (101.3)                    |
| 平均最高気温 °C （°F）             | 9.4 (48.9)                      | 10.2 (50.4)                     | 13.5 (56.3)                     | 18.6 (65.5)                     | 22.9 (73.2)                     | 25.4 (77.7)                     | 29.4 (84.9)                     | 30.9 (87.6)                     | 27.2 (81)                       | 21.8 (71.2)                     | 16.7 (62.1)                     | 11.7 (53.1)                     | 19.8 (67.6)                     |
| 日平均気温 °C （°F）               | 3.3 (37.9)                      | 4.3 (39.7)                      | 7.8 (46)                        | 13.0 (55.4)                     | 17.8 (64)                       | 21.0 (69.8)                     | 24.6 (76.3)                     | 25.8 (78.4)                     | 22.5 (72.5)                     | 16.9 (62.4)                     | 10.9 (51.6)                     | 5.5 (41.9)                      | 14.5 (58.1)                     |
| 平均最低気温 °C （°F）             | −2.3 (27.9)                     | −1.2 (29.8)                     | 2.3 (36.1)                      | 7.5 (45.5)                      | 13.5 (56.3)                     | 17.5 (63.5)                     | 21.2 (70.2)                     | 22.2 (72)                       | 18.8 (65.8)                     | 12.6 (54.7)                     | 5.6 (42.1)                      | 0.0 (32)                        | 9.8 (49.6)                      |
| 最低気温記録 °C （°F）             | −15.5 (4.1)                     | −8.5 (16.7)                     | −5.9 (21.4)                     | −2.5 (27.5)                     | 2.9 (37.2)                      | 10.1 (50.2)                     | 12.7 (54.9)                     | 15.2 (59.4)                     | 6.6 (43.9)                      | 0.3 (32.5)                      | −3.9 (25)                       | −7.6 (18.3)                     | −15.5 (4.1)                     |
| 降水量 mm （inch）                 | 55.4 (2.181)                    | 52.9 (2.083)                    | 103.3 (4.067)                   | 109.0 (4.291)                   | 122.6 (4.827)                   | 135.1 (5.319)                   | 128.1 (5.043)                   | 99.4 (3.913)                    | 182.8 (7.197)                   | 212.8 (8.378)                   | 87.5 (3.445)                    | 53.4 (2.102)                    | 1,352.8 (53.26)                 |
| 平均降水日数 （≥1.0 mm）           | 5.3                             | 6.2                             | 10.0                            | 10.4                            | 10.4                            | 11.6                            | 10.3                            | 7.2                             | 11.2                            | 10.5                            | 7.9                             | 5.7                             | 107.4                           |
| 平均月間日照時間                   | 190.8                           | 172.3                           | 174.3                           | 178.4                           | 179.9                           | 125.7                           | 155.7                           | 183.5                           | 133.9                           | 134.0                           | 148.4                           | 169.1                           | 1,927.9                         |
| 出典1：Japan Meteorological Agency |                                 |                                 |                                 |                                 |                                 |                                 |                                 |                                 |                                 |                                 |                                 |                                 |                                 |
| 出典2：気象庁                      |                                 |                                 |                                 |                                 |                                 |                                 |                                 |                                 |                                 |                                 |                                 |                                 |                                 |

### 隣接している市町村
- 取手市 - 旧北相馬郡の藤代町と隣接
- 牛久市
- つくば市 - 旧稲敷郡の茎崎町と隣接
- つくばみらい市 - 旧筑波郡の伊奈町と隣接
- 稲敷市 - 旧稲敷郡の新利根町・江戸崎町と隣接
- 稲敷郡 - 河内町と隣接
- 北相馬郡 - 利根町と隣接

### 人口
昭和30年代から人口は増加していたが、1977年（昭和52年）の竜ヶ崎ニュータウンの造成を経て、1995年（平成7年）には人口増加率で全国第2位を記録した。2015年（平成27年）前後に減少傾向に転じたと見られる。
| |                                          |  |
| 龍ケ崎市と全国の年齢別人口分布（2005年） | 龍ケ崎市の年齢・男女別人口分布（2005年） |  |
| ■紫色 ― 龍ケ崎市 ■緑色 ― 日本全国 | ■青色 ― 男性 ■赤色 ― 女性                |  |
| 龍ケ崎市（に相当する地域）の人口の推移 \| 1970年（昭和45年） \| 37,267人 \| \| \| 1975年（昭和50年） \| 40,565人 \| \| \| 1980年（昭和55年） \| 43,132人 \| \| \| 1985年（昭和60年） \| 48,857人 \| \| \| 1990年（平成2年） \| 57,238人 \| \| \| 1995年（平成7年） \| 69,163人 \| \| \| 2000年（平成12年） \| 76,923人 \| \| \| 2005年（平成17年） \| 78,950人 \| \| \| 2010年（平成22年） \| 80,334人 \| \| \| 2015年（平成27年） \| 78,342人 \| \| \| 2020年（令和2年） \| 76,420人 \| \| |                                          |  |
| 総務省統計局 国勢調査より |                                          |  |
| 1970年（昭和45年） | 37,267人                                 |  |
| 1975年（昭和50年） | 40,565人                                 |  |
| 1980年（昭和55年） | 43,132人                                 |  |
| 1985年（昭和60年） | 48,857人                                 |  |
| 1990年（平成2年） | 57,238人                                 |  |
| 1995年（平成7年） | 69,163人                                 |  |
| 2000年（平成12年） | 76,923人                                 |  |
| 2005年（平成17年） | 78,950人                                 |  |
| 2010年（平成22年） | 80,334人                                 |  |
| 2015年（平成27年） | 78,342人                                 |  |
| 2020年（令和2年） | 76,420人                                 |  |

### 人口動態概要
2024年現在約7.5万人となっている。現在の人口は1998年(平成10年)とほぼ同じ水準である。
1950年(昭和25年)時点での龍ケ崎市の人口は3.5万人程であり1975年時点でも約4万人程度に留まっており,この期間6,000人程度(率にして2割ほど)の人口増加に過ぎなかったが,竜ヶ崎ニュータウンの造成が始まると本格的な人口増加期を迎え、ピークの2010年には人口は8万人に到達するなど35年間で倍増を果たしている。2010年の国勢調査で80,334人を記録してからは人口減少に転じた。人口減少の理由としては、社会増減（転入転出）は拮抗しているが、自然増減（出生死亡）が急速に悪化しているのが理由である。80年代90年代の大幅な人口増加時期に流入した世代が高齢者を迎え、現在は人口減少率・高齢化率・平均年齢いずれも茨城県の平均より高くなっている。
| 実施年 | 龍ケ崎市人口(人) | 龍ケ崎市増加数(人) | 龍ケ崎市増加率(%) | 国内増加率(%) |
| ------ | ---------------- | ------------------ | ----------------- | ------------- |
| 1950年 | 34,528           | -                  | -                 | -             |
| 1955年 | 34,337           | 191                | 0.6               | 7.3           |
| 1960年 | 33,581           | 756                | 2.2               | 4.6           |
| 1965年 | 34,917           | 1,336              | 4.0               | 5.2           |
| 1970年 | 37,267           | 2,350              | 6.7               | 5.5           |
| 1975年 | 40,565           | 3,298              | 8.8               | 7.9           |
| 1980年 | 43,132           | 2,567              | 6.3               | 4.6           |
| 1985年 | 48,857           | 5,725              | 13.3              | 3.4           |
| 1990年 | 57,238           | 8,381              | 17.2              | 2.1           |
| 1995年 | 69,163           | 11,925             | 20.8              | 1.6           |
| 2000年 | 76,923           | 7,760              | 11.2              | 1.1           |
| 2005年 | 78,950           | 2,027              | 2.6               | 0.7           |
| 2010年 | 80,334           | 1,384              | 1.8               | 0.2           |
| 2015年 | 78,342           | 1,992              | 2.5               | 0.8           |
| 2020年 | 76,420           | 1,922              | 2.5               | 0.8           |

## 歴史

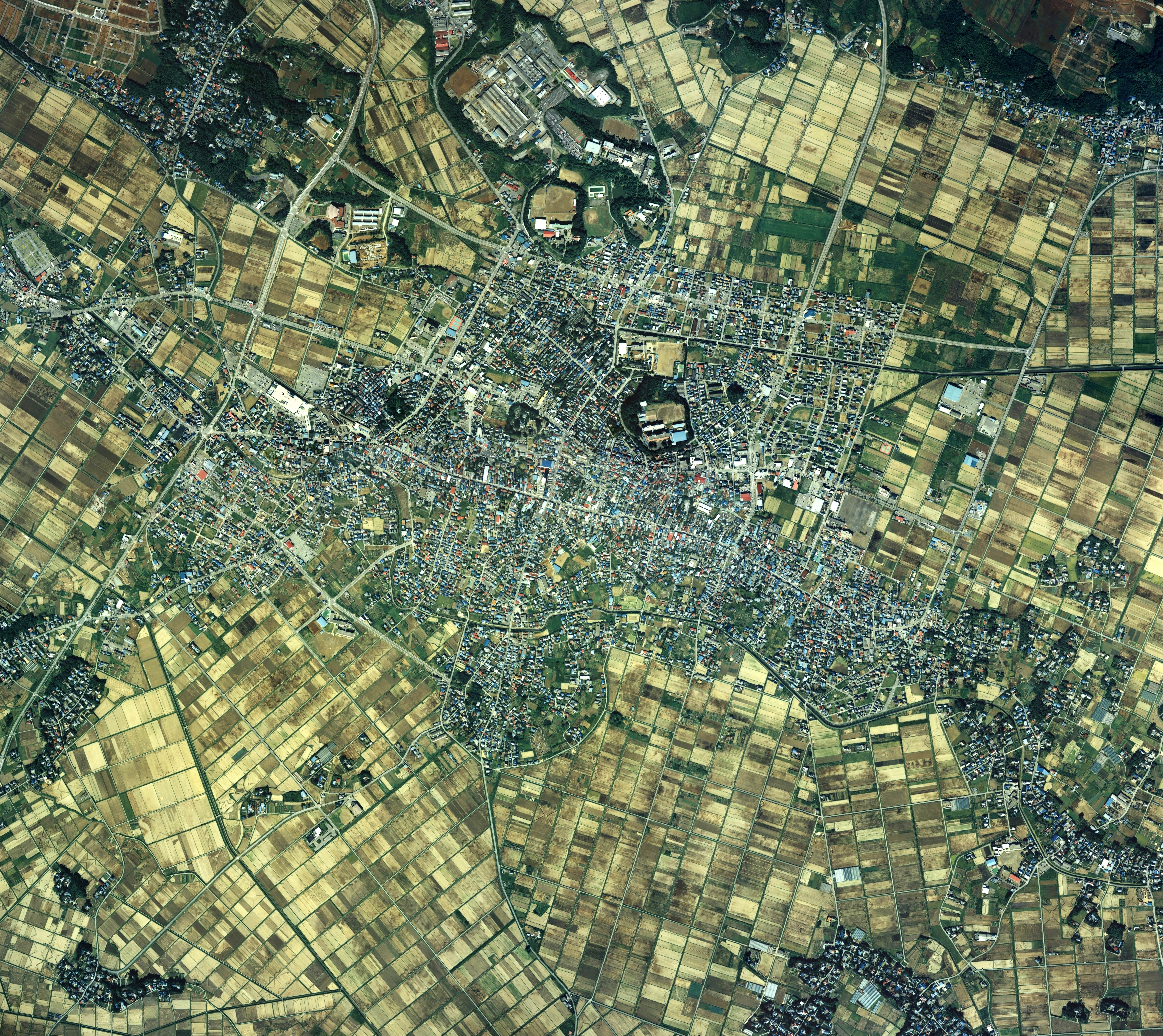
龍ケ崎市中心部周辺の空中写真。
1989年撮影の8枚を合成作成。。

- 1889年（明治22年）4月1日 - 町村制施行により、河内郡龍ケ崎町が単独で自治体を形成。
- 1896年（明治29年）3月29日 - 河内郡および信太郡のそれぞれ大部分の区域をもって稲敷郡が発足。龍ケ崎町は同郡の所属となる。
- 1927年（昭和2年）6月15日 - 現在の市章となる町章を制定[8]。
- 1954年（昭和29年）3月20日 - 稲敷郡馴柴村、大宮村、八原村、長戸村、北相馬郡川原代村および北文間村を編入。市制施行して、龍ケ崎市になる。
- 1955年（昭和30年）2月21日 - 北相馬郡高須村のうち、高須および大留のそれぞれ一部の区域を編入。
- 2000年（平成12年） - 南中島町、若柴町および馴柴町のそれぞれ一部の区域をもって、川崎町を新設[9]。

### 常陸と下総
旧川原代村と旧北文間村（長沖、長沖新田、羽黒、豊田、須藤堀、北方）および旧高須村（高須、大留）は北相馬郡、すなわち下総国であった。それ以外は元来常陸国河内郡であった。小貝川が現在より東を流れ国境を形成していたのである。

### 市街
旧龍ケ崎町中心市街は、関東鉄道竜ヶ崎線竜ヶ崎駅から東に2km程度伸びている。その中には薬師堂・八坂神社・竜泉寺などの古い寺社があるほか、当時の豪商「小野瀬家」の店舗兼住宅が残されており、国の登録有形文化財に登録されて保存されている。江戸時代以前から地域の商業都市として栄えた。
805年に常陸国府に向かう東海道の経路が変更され布佐付近から北上し龍ケ崎付近を通った。その後も武蔵国から常陸国および東北に向かうルートだった。江戸幕府によって水戸街道が制定された際に、水戸街道は龍ヶ崎より西の取手宿・藤代宿・若柴宿・牛久宿を抜けるルートになり、龍ヶ崎は正式な街道筋からは外れた。
その後も、藤代宿と若柴宿の間にある追分から脇街道が分岐し、龍ヶ崎を通ったのち現千葉県の布佐・木下・安食を経由して成田に至っていた。また小貝川・利根川・江戸川の水運もあって、交通の要衝・物資の集積地であることに変わりなかった。

### 旧水戸街道
また、旧水戸街道の若柴宿は現在の龍ケ崎市内に含まれている。若柴宿は、南東端の八坂神社、北西端の金竜寺に挟まれ、両端にクランクを持つ古い宿場町の立地をよく残す街並みとなっている（ただし建物は、度重なる火災によって失われた）。

## 行政
- 市長：萩原勇（2022年1月18日就任）

### 歴代市長
特記なき場合「歴代市長」による。
| 代 | 氏名       | 就任                      | 退任                      | 備考             |
| -- | ---------- | ------------------------- | ------------------------- | ---------------- |
| 1  | 富塚橋一   | 1954年（昭和29年）3月20日 | 1955年（昭和30年）4月30日 |                  |
| 2  | 荒井源太郎 | 1955年（昭和30年）5月1日  | 1963年（昭和38年）4月30日 |                  |
| 3  | 岡田宇三郎 | 1963年（昭和38年）5月1日  | 1975年（昭和50年）4月30日 |                  |
| 4  | 中村忠雄   | 1975年（昭和50年）5月1日  | 1981年（昭和56年）5月30日 | 在任中に死去     |
| 5  | 岡田昭守   | 1981年（昭和56年）7月12日 | 1992年（平成4年）5月30日  | 在任中に死去     |
| 6  | 海老原龍生 | 1992年（平成4年）7月19日  | 1997年（平成9年）12月3日  | 公選法違反で逮捕 |
| 7  | 串田武久   | 1998年（平成10年）1月18日 | 2010年（平成22年）1月17日 |                  |
| 8  | 中山一生   | 2010年（平成22年）1月18日 | 2022年（令和4年）1月17日  |                  |
| 9  | 萩原勇     | 2022年（令和4年）1月18日  |                           |                  |

### 財政
- 2008年（平成20年）度は215億7,400万円の一般会計予算が組まれており、歳入の約50%を市税に、約12%を国からの地方交付税による。一般会計からの支出は民生費が最も多くを占め、ついで教育費、公債費、総務費が続く。また、同年度は9つの特別会計で147億5,202万2,000円の予算が組まれている。
- 都市再生機構によるニュータウン開発による急速な基盤整備やたつのこアリーナ（市営体育館）やたつのこフィールド（市営競技場）等の整備のため、2006年（平成18年）度末時点で、地方債現在高比率214.3%（県内ワースト3）、実質的な債務残高比率285.1%（県内ワースト2）、将来にわたる財政負担比率251.6%（県内ワースト1）と、地方債への依存度が高く、苦しい財政運営であることが窺える。今後、約410億円にのぼる負債の処理が大きな課題となっている。

## 議会

### 市議会
- 定数：22人[11]
- 任期：2019年5月1日 - 2023年4月30日
- 議長：寺田寿夫
- 副議長：山宮留美子

| 会派名     | 議席数 | 議員名 |
| ---------- | ------ | --- |
| 公明党     | 4      | 久米原孝子、山宮留美子、深沢幸子、札野章俊 |
| 日本共産党 | 2      | 金剛寺博、伊藤悦子 |
| 無会派     | 16     | 岡部賢士、石引礼穂、福島正明、山﨑孝一、後藤光秀、滝沢健一、坂本隆司、糸賀淳、椎塚俊裕、油原信義、大竹昇、後藤敦志、寺田寿夫、杉野五郎、鴻巣義則、大野誠一郎 |
| 計         | 22     | |

### 衆議院
- 選挙区：茨城3区（龍ケ崎市、取手市、牛久市、守谷市、稲敷市、稲敷郡、北相馬郡）
- 任期：2021年10月31日 - 2025年10月30日
- 当日有権者数：389,521人
- 投票率：53.52％

| 当落 | 候補者名 | 年齢 | 所属党派     | 新旧別 | 得票数    | 重複 |
| ---- | -------- | ---- | ------------ | ------ | --------- | ---- |
| 当   | 葉梨康弘 | 62   | 自由民主党   | 前     | 109,448票 | ○    |
|      | 梶岡博樹 | 44   | 立憲民主党   | 新     | 63,674票  | ○    |
|      | 岸野智康 | 27   | 日本維新の会 | 新     | 31,100票  | ○    |

## 公共施設
- 龍ケ崎市立中央図書館
- 龍ケ崎市総合運動公園
- 龍ケ崎市陸上競技場たつのこフィールド（流通経済大学龍ケ崎フィールド）
- 龍ケ崎市野球場たつのこスタジアム（TOKIWAスタジアム龍ケ崎）
- 龍ケ崎市総合体育館たつのこアリーナ

その他、テニスコートなど

### 広域事務
- 茨城県南水道企業団

龍ケ崎市、取手市、牛久市、利根町の上水道供給を行う。
- 龍ヶ崎地方衛生組合

龍ケ崎市、取手市、牛久市、稲敷市、阿見町、利根町、河内町、美浦村のし尿などの処理を行う。
- 火葬場

龍ケ崎市営斎場
龍ケ崎市、利根町、河内町
- 利根川水系県南水防事務組合

龍ケ崎市、取手市、牛久市、つくば市、つくばみらい市の広域的な水防事務を行う。
- 稲敷地方広域市町村圏事務組合（消防事業）

龍ケ崎市、牛久市、稲敷市、利根町、阿見町、河内町、美浦村
- 龍ケ崎地方塵芥処理組合

くりーんプラザ・龍
龍ケ崎市、利根町、河内町（牛久市は1999年（平成11年）3月、単独で牛久クリーンセンターを建設、脱退）
- 茨城県市町村総合事務組合

県内市町村の職員退職手当の管理や県民交通災害共済事業等の事務を行う。
- 茨城租税債権管理機構

県内市町村の一部の市税徴収代行事務を行う。
- 公共施設相互利用

龍ケ崎市、牛久市、利根町

### 国の出先機関
- 龍ヶ崎公共職業安定所（ハローワーク）

龍ヶ崎市、取手市、牛久市、稲敷市、利根町、河内町、美浦村
- 水戸地方裁判所竜ケ崎支部、水戸家庭裁判所竜ケ崎支部、竜ケ崎簡易裁判所
- 水戸地方検察庁竜ケ崎支部、竜ケ崎区検察庁
- 竜ケ崎税務署

龍ケ崎市、取手市、牛久市、守谷市、稲敷市、利根町、阿見町、河内町、美浦村
- 自衛隊茨城地方協力本部龍ヶ崎地域事務所
  - 龍ケ崎市、稲敷市、取手市、牛久市、守谷市、つくばみらい市、阿見町、河内町、利根町、美浦村

### 県議会
- 龍ケ崎市選挙区

### 第三セクター等
- （財）龍ヶ崎市開発公社
- （財）龍ヶ崎市農業公社
- （財）龍ヶ崎市文化振興事業団
- 茨城県南流通センター（株）
- JA水郷つくば

龍ケ崎市、牛久市、土浦市、かすみがうら市、利根町、阿見町、美浦村
- 龍ケ崎市医師会[12]

龍ケ崎市、稲敷市（旧新利根町）
- 筑波都市整備株式会社

龍ケ崎市、牛久市、つくば市、阿見町およびその周辺地域。小柴地区に龍ヶ崎・牛久運営部がある。
- 稲敷土地改良事務所

龍ケ崎市、牛久市、稲敷市、利根町、阿見町、河内町、美浦村を対象に農業農村整備事業を行っている。

### 警察
- 竜ケ崎警察署
  - 龍ケ崎市駅前交番
  - たつのこ交番

## 経済

### 郵便局
- 龍ケ崎郵便局 - 出し山町168番地
- 龍ケ崎米町郵便局 - 米町4552番地2
- 龍ケ崎下町郵便局 - 下町2842番地6
- 佐貫駅前郵便局 - 佐貫一丁目8番地11
- 龍ケ崎中根台郵便局 - 中根台四丁目1番地22
- 龍ケ崎藤ヶ丘郵便局 - 藤ヶ丘二丁目1番地14
- 龍ケ崎長山郵便局 - 長山二丁目1番地8
- 北文間郵便局 - 北方町785番地1
- 稲敷大宮郵便局 - 大徳町2571番地
- 長戸郵便局 - 塗戸町2031番地

### 銀行
- 常陽銀行
  - 竜崎支店 - 横町4209番地
  - 北竜台支店 - 小柴五丁目2番地3
  - 佐貫支店 - 佐貫三丁目14番地9
- 筑波銀行
  - 佐貫支店 - 佐貫町555番地1
  - 竜ヶ崎支店 - 龍ケ崎市4020番地3
  - 竜ヶ崎東支店 - 龍ケ崎市2854番地

### 企業
日立建機、オカモト、ニップンなどの工場がある。

## 教育

### 大学
- 流通経済大学

### 高等学校
- 茨城県立竜ヶ崎第一高等学校
- 茨城県立竜ヶ崎第二高等学校
- 茨城県立竜ヶ崎南高等学校
- 愛国学園大学附属龍ヶ崎高等学校

### 中学校
- 茨城県立竜ヶ崎第一高等学校附属中学校
- 龍ケ崎市立龍ケ崎中学校
- 龍ケ崎市立長山中学校
- 龍ケ崎市立城西中学校
- 龍ケ崎市立中根台中学校
- 龍ケ崎市立城ノ内中学校

### 小学校
- 龍ケ崎市立龍ケ崎小学校
- 龍ケ崎市立八原小学校
- 龍ケ崎市立城ノ内小学校
- 龍ケ崎市立長山小学校
- 龍ケ崎市立久保台小学校
- 龍ケ崎市立馴柴小学校

- 龍ケ崎市立龍ケ崎西小学校
- 龍ケ崎市立松葉小学校
- 龍ケ崎市立大宮小学校
- 龍ケ崎市立川原代小学校
- 龍ケ崎市立馴馬台小学校

### 幼稚園
- 富士見幼稚園
- 北竜台ふたば文化幼稚園
- めばえ幼稚園
- 竜ケ崎愛宕幼稚園
- 佐藤文化学園竜ケ崎文化幼稚園
- 竜ケ崎みどり幼稚園
- 竜ケ崎幼稚園
- 学校法人龍ヶ岡ちゅうりっぷ学園愛友幼稚園

## 交通
市西部に位置する龍ケ崎市駅・佐貫駅が玄関口となる。

### 鉄道
東日本旅客鉄道（JR東日本）
- 常磐線
  - 龍ケ崎市駅

関東鉄道
- 竜ヶ崎線（全線市内）
  - 佐貫駅 - 入地駅 - 竜ヶ崎駅
- 中心となる駅：竜ヶ崎駅

### バス
一般路線バス
- 関東鉄道（竜ヶ崎営業所・江戸崎車庫・つくば中央営業所）

「龍ケ崎市駅 - ニュータウン」（全4路線・深夜バスあり）・「龍ケ崎市駅 - 流通経済大学」・「竜ヶ崎駅 - 取手駅東口」等を主に運行
- 大利根交通自動車

「北方車庫 - 取手駅東口」を運行

中距離バス
- 急行わかば号「竜ヶ崎駅 - 茨城県運転免許センター」（2020年2月1日より運休） ※関鉄観光バスの運行

コミュニティバス
- 龍ケ崎市コミュニティバス「龍・ゆうバス」・「龍ぐうバス」 ※関東鉄道と平成観光自動車の受託運行
- 河内町コミュニティバス

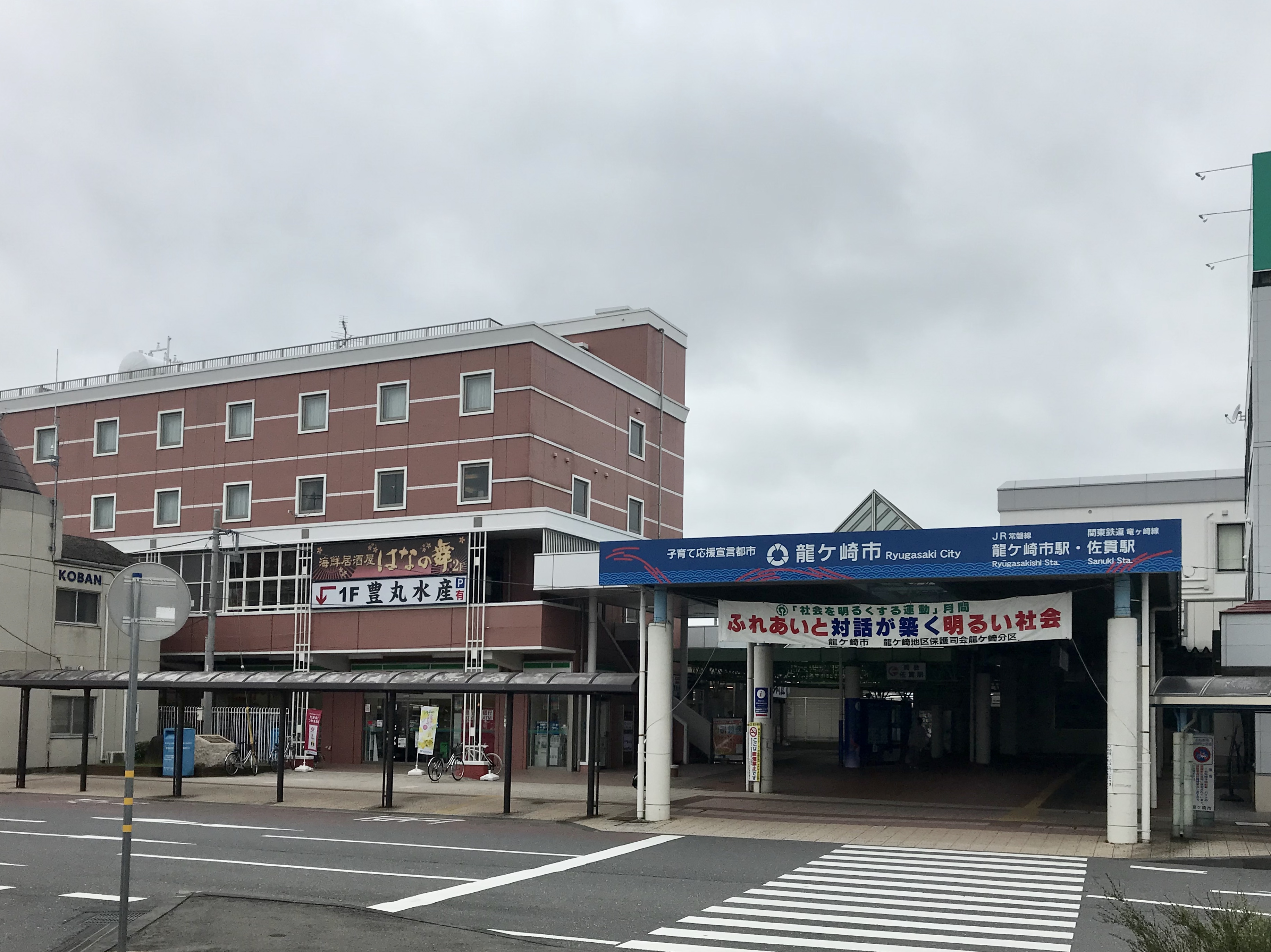
龍ケ崎市駅・佐貫駅
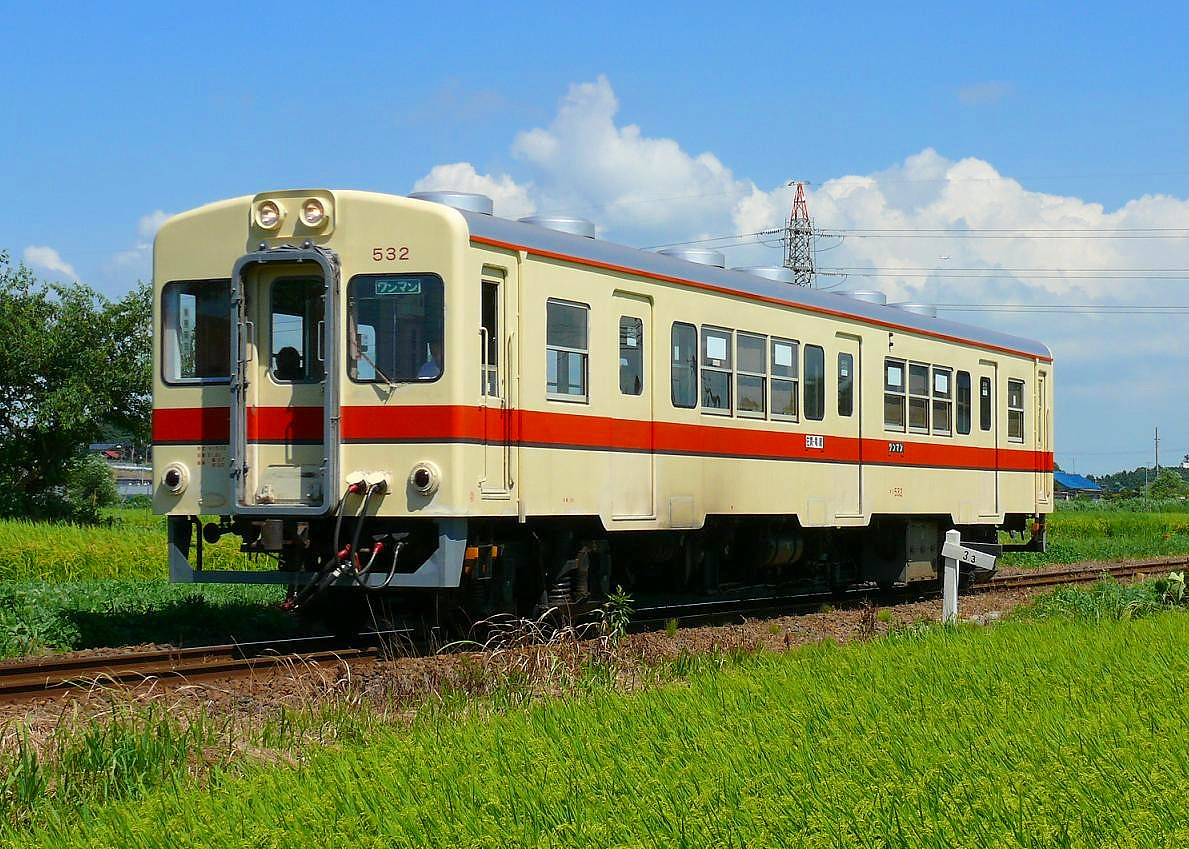
関東鉄道竜ヶ崎線
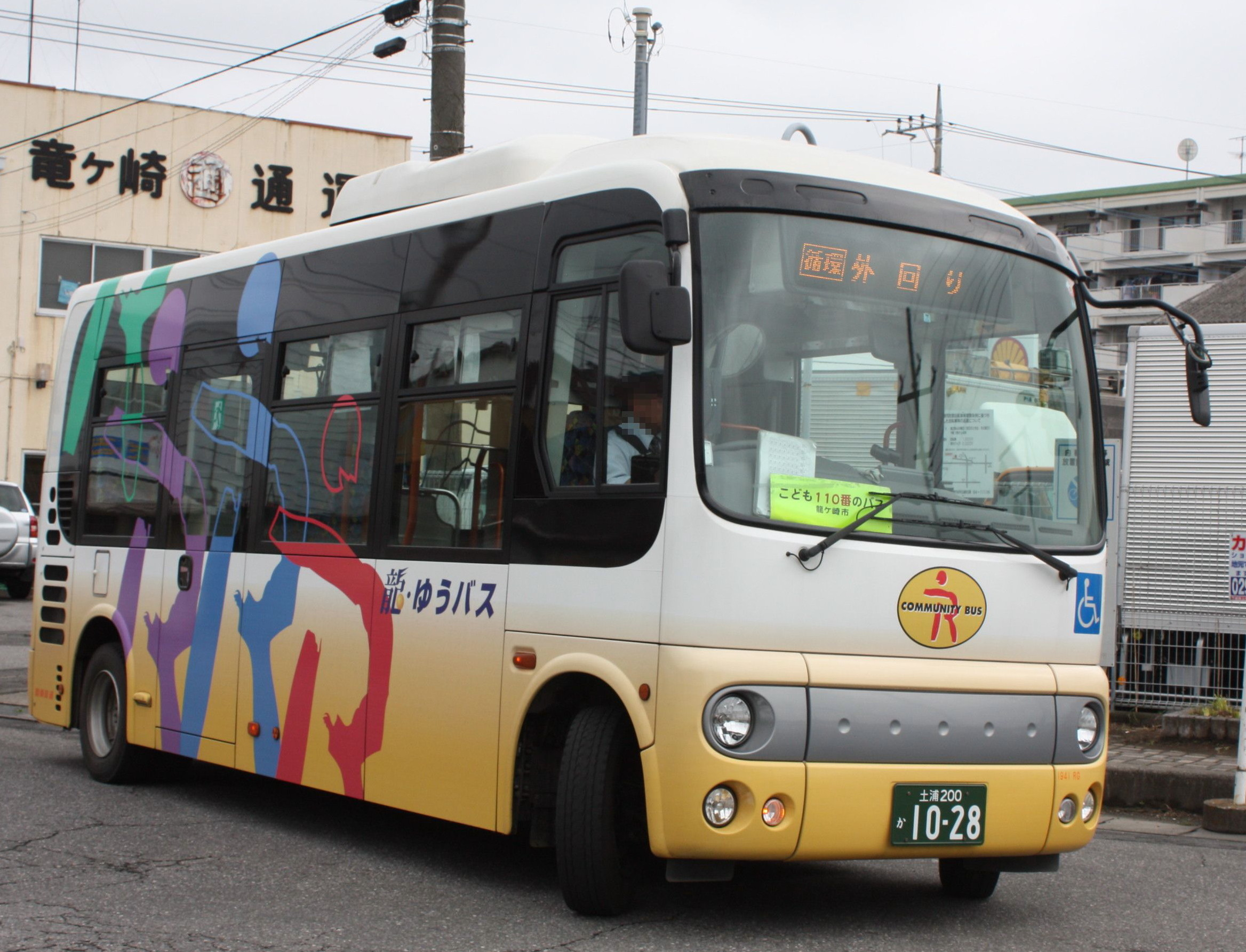
龍・ゆうバス
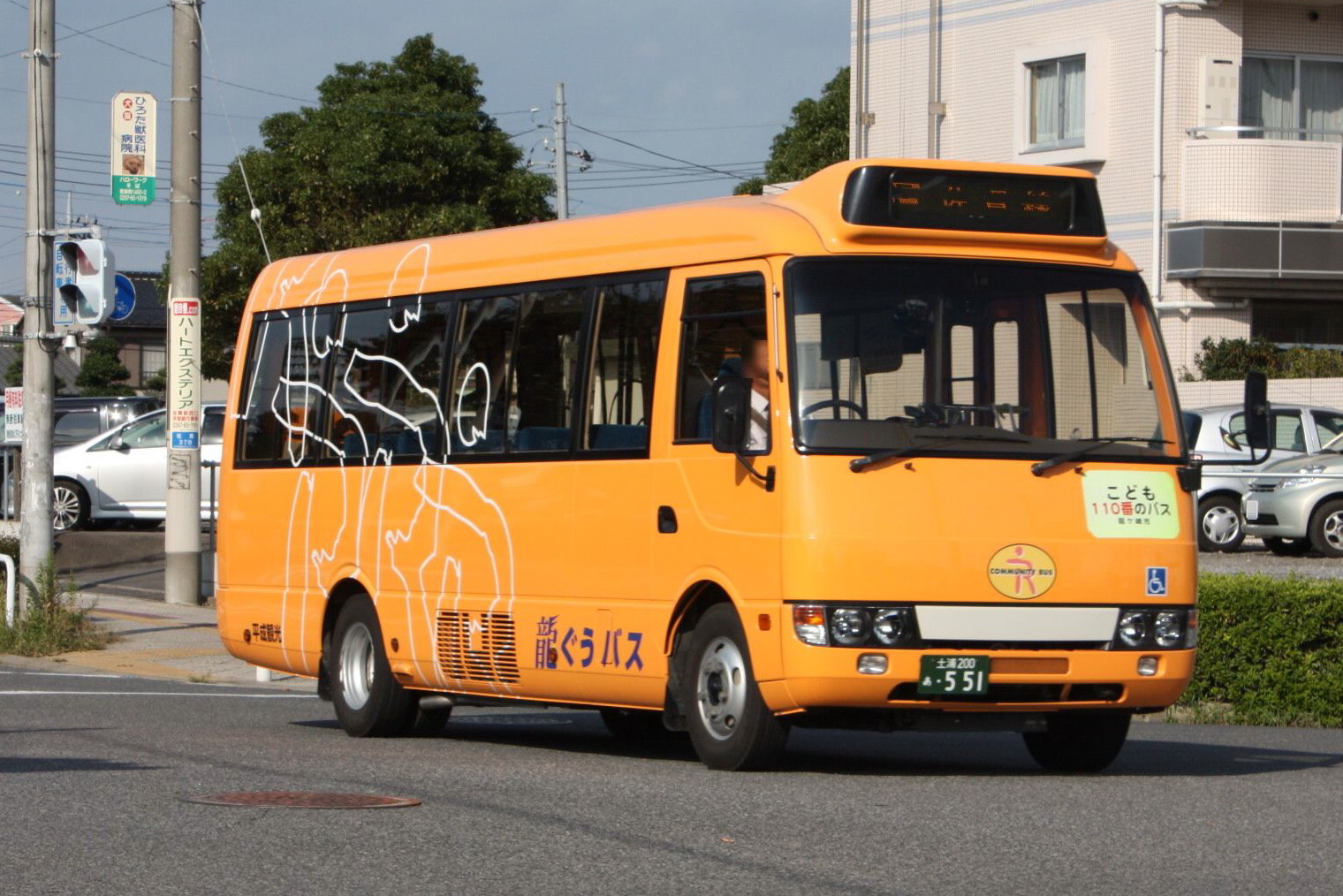
龍ぐうバス

### 航空
- 竜ヶ崎飛行場

※定期便は無し

### 道路
- 国道6号（水戸街道）

牛久沼沿岸の約2km区間は、「うなぎ街道」の異名がある。牛久沼はうな丼発祥の地と知られ、江戸時代後期の人物で水戸藩勘定奉行となった大久保今助が、船着き場の茶屋でどんぶり飯にうなぎの蒲焼をのせてもらったことが始まりだとされる。1997 - 1998年にかけて、市観光物産課がうな丼発祥の地として市内の国道6号を「うなぎ街道」と名付け宣伝活動を行ったことが由来である。
- 北方面 - 牛久・土浦・かすみがうら・石岡・水戸・日立・いわき
- 南方面 - 取手・我孫子・柏・松戸・東京

- 千葉県道・茨城県道4号千葉竜ヶ崎線
- 茨城県道5号竜ヶ崎潮来線
- 茨城県道34号竜ヶ崎阿見線
- 茨城県道48号土浦竜ヶ崎線

## 出身・ゆかりの有名人
- 一力長五郎 - 力士
- 海乃山勇 - 力士
- 北澤寛治 - 外交官

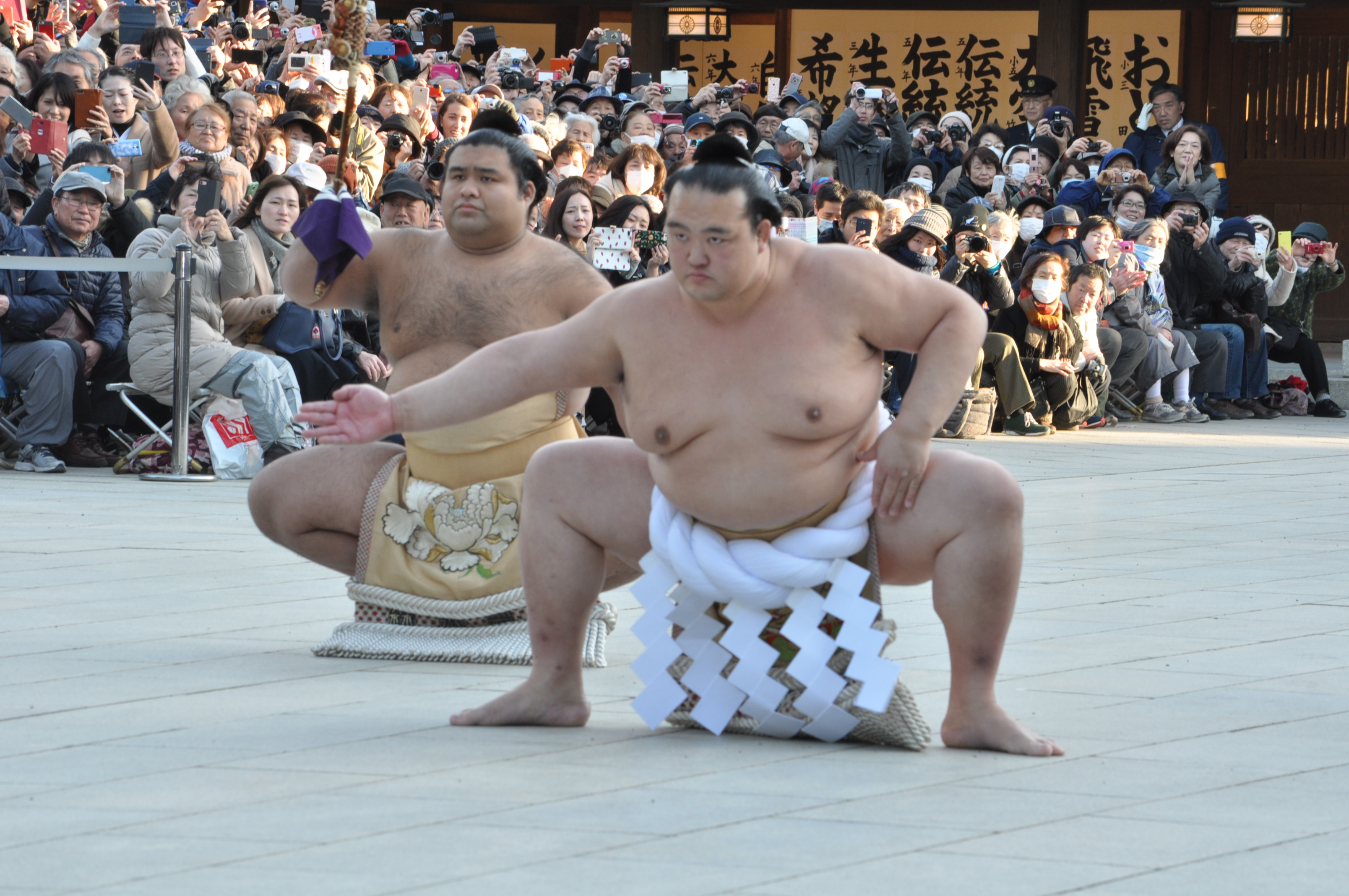
明治神宮での稀勢の里関の奉納土俵入り（2017年1月27日撮影）

- 清原大貴 - 元プロ野球選手（阪神タイガース）
- 小暮大器 - サッカー選手
- トミー茨城 - レフェリー（KAIENTAI-DOJO所属）
- 桜井速人 - 総合格闘家。龍ケ崎市議会議員。修斗ミドル級元世界王者
- 岡山裕子 - フリーアナウンサー。気象予報士。元名古屋テレビ放送アナウンサー
- 岡野功 - 元柔道選手。1964年東京オリンピック男子中量級金メダリスト。名誉市民[14]
- 菊池真以 - 気象予報士
- 杉野翠兄 - 俳人
- 鈴木奈々 - モデル
- 都築拓紀 - お笑いタレント（四千頭身）
- 原嵩 - プロ野球選手（千葉ロッテマリーンズ）
- 稀勢の里寛 - 元力士。年寄・二所ノ関。第72代横綱。幼稚園時から牛久市（公式出身地）転居まで居住。松葉小・長山中出身
- 斉藤真理菜 - 陸上競技選手（やり投）
- 野口啓代 - スポーツクライミング選手。2020年東京オリンピックフリークライミング銅メダリスト
- 中山雄太 - サッカー選手
- 長イキアキヒコ - 漫画家
- 中山利生 - 元衆議院議員。元防衛庁長官。名誉市民[14]
- 中山一生 - 茨城県議会議員。元龍ケ崎市長
- 萩原勇 - 龍ケ崎市長。元茨城県議会議員。元龍ケ崎市議会議員
- 日渡騰輝 - プロ野球選手（中日ドラゴンズ）
- 河田重 - 元日本鋼管社長・会長。名誉市民[14]
- 永澤詩音 - バレーボール選手（KUROBEアクアフェアリーズ富山）

## 福祉
- あすなろ保育園
- ことり保育園
- しらはね保育園
- ときわ保育園
- 長戸保育園
- まつやま中央保育園
- 龍ケ崎市立大宮保育所
- 龍ケ崎市立北文間保育所
- 龍ケ崎市立八原保育所
- 龍ヶ崎つばめ保育園
- 学校法人龍ヶ岡ちゅうりっぷ学園愛友保育園
- ながと夢保育園
- どんぐりの家
- 龍ケ崎とまと保育園

## 名産・名所

### 名産
- うな丼 - 牛久沼が発祥の地とされる
- 龍ケ崎トマト（別名：ファーストトマト） - エコファームの認定を受けた農家が栽培している
- 龍ケ崎コロッケ[15] - 2016年には地元で全国コロッケフェスティバルも開催された
- 龍のまごごろ - 特別栽培米の龍ヶ崎産コシヒカリ

### 工芸品
- カガミクリスタルのガラス工芸品[16] - 宮内庁御用達

### 名所
- 般若院のしだれ桜[17]
- 来迎院多宝塔
- 旧水戸街道若柴宿
- 牛久沼の景勝
- 龍ヶ崎カントリー倶楽部

### 祭り
- 龍ヶ崎の撞舞（りゅうがさきのつくまい） - 国選択・県指定無形民俗文化財
- 八坂神社祇園祭 - 八坂神社で行われる夏祭り
- いがっぺ市 - 毎年勤労感謝の日に行われる本町商店街大通りで行われるイベント[18]

## 龍ケ崎を舞台にした作品
- インターネット小説
  - 女化町の現代異類婚姻譚 - 東雲佑

女化神社の「女化の狐伝説」をテーマに市内各所が舞台となっている。
- ドラマ
  - フジテレビ月9ドラマ - 366日

龍ヶ崎フィルムコミッションによるロケ支援
市内ロケ地として、関東鉄道竜ヶ崎線竜ヶ崎駅、旧城南中学校、中央公園、八坂神社、龍ケ崎市駅西口中にて撮影
- 映画
王国（あるいはその家について）

## 備考
- 馴馬城：茨城県史跡。
- 慶長11年（1606年）伊達政宗は常陸国に龍ケ崎村を含む1万石余りを徳川家康から与えられ、以後262年間にわたり仙台藩が飛び地として治めていた[19]。また、『伊達治家記録』には伊達忠宗が龍ケ崎を訪れたと記録があり、龍ケ崎村の村役人の娘「たけ」が後に忠宗の側室となり、8男である伊達宗房と9男の伊達宗章を産み、小笹の方（慶雲院）と呼ばれた[20]。なお、伊達宗房の嫡男伊達吉村は五代仙台藩主となった[21]。
- 大相撲の式秀部屋がある。元小結・大潮の式守秀五郎が1992年に茨城県で初めての相撲部屋を市内に置いた。
- 国土交通省発表の平成20年都道府県地価調査によると、住宅地の下落率は東京圏のワースト4位と10位に市内の外れが入っている。
- 町村制の施行時に藩政村から龍ケ崎町が単独で設置され、その後に新設合併が行われなかったこともあり、旧龍ケ崎町域では大字や町丁が存在せず、上記の市役所の住所のように正式な住所が「龍ケ崎市○番地」となっている[22]。
- 市のマスコットキャラクター（龍ケ崎ふるさと大使）はまいりゅう。名前は伝統行事の撞舞と市名を合わせたもの[23]。
- 2017年現在、特定犯罪組織（暴力団や反社会勢力（等に関係がある人の子供たちは、原則市立小中学校への入学及び転入を拒否する方針を打ち出している（この件に関して、茨城県と茨城県警と茨城県内全ての市町村の教育委員会と、この情報を共有している）。[要出典]